# Sacramento Monarchs 1999
La stagione 1999 delle Sacramento Monarchs fu la 3ª nella WNBA per la franchigia.
Le Sacramento Monarchs arrivarono terze nella Western Conference con un record di 19-13. Nei play-off persero il primo turno con le Los Angeles Sparks (1-0).

## Roster
| N° | Naz.                   | Ruolo | Sportivo         | Anno | Alt. | Peso |
| -- | ---------------------- | ----- | ---------------- | ---- | ---- | ---- |
| 5  | Stati Uniti (bandiera) | G     | Cindy Blodgett   | 1975 | 175  | 59   |
| 6  | Stati Uniti (bandiera) | G     | Ruthie Bolton    | 1967 | 175  | 68   |
| 21 | Portogallo (bandiera)  | G     | Ticha Penicheiro | 1974 | 180  | 72   |
| 25 | Stati Uniti (bandiera) | G     | Kedra Holland    | 1974 | 173  | 60   |
| 27 | Stati Uniti (bandiera) | G     | Lady Hardmon     | 1970 | 178  | 79   |
| 30 | Stati Uniti (bandiera) | G     | Kate Starbird    | 1975 | 188  | 68   |
| 31 | Stati Uniti (bandiera) | C     | Heather Burge    | 1971 | 196  | 88   |
| 33 | Stati Uniti (bandiera) | C     | Yolanda Griffith | 1970 | 193  | 79   |
| 42 | Stati Uniti (bandiera) | A     | Linda Burgess    | 1969 | 185  | 78   |
| 50 | Stati Uniti (bandiera) | A     | Tangela Smith    | 1977 | 193  | 73   |
| 51 | Stati Uniti (bandiera) | A     | Latasha Byears   | 1973 | 180  | 93   |

## Staff tecnico
- Allenatore: Sonny Allen
- Vice-allenatori: Maura McHugh, Jim Les, Steve Shuman
- Preparatore atletico: Jill Jackson